# しあわせの国 青い鳥ぱたぱた?
『しあわせの国 青い鳥ぱたぱた？』（しあわせのくにあおいとりぱたぱた）は、1985年6月1日午後9時 - 午後10時40分にNHK総合並びにNHK BS1でドラマスペシャルとして放送された、単発のテレビドラマである。

## 概要
- テレビ大賞の優秀賞やモンテカルロ・テレビ祭で最優秀賞の次点であるシルバーニンフ賞・主演の田中裕子が最優秀女優賞を受賞している[1]。
- 1987年1月15日にドラマスペシャル・アンコールとし[2]及び2004年10月3日にNHKアーカイブスの枠内[2]として再放送された他、2008年5月21日にNHKアーカイブス ドラマ名作選集と銘打たれて発売されたDVDとして初めてソフト化された[3]。

## キャスト[1]
- ハナコ - 田中裕子
- タロー - 蟹江敬三
- 今雄 - 大友柳太朗
- ヒロ - 谷真佐茂
- 桂小米朝
- 渡辺ゆう子
- 岡本麗
- 月亭八方
- 紅萬子
- 伝法三千雄
- 中島洋子
- 中村広子
- 峰るみ子
- 筒井巧
- 森本康之

## スタッフ[1]
- 脚本 - 井沢満
- 演出 - 平山武之（NHK大阪）
- 音楽 - 池辺晋一郎
- 協力 - アクタープロ
- 制作統括 - 高橋康夫
- 企画・制作 - NHK大阪放送局